# Pierre Carlet de Marivaux
Pierre Carlet de Chamblain de Marivaux (Parijs, 4 februari 1688 – Parijs, 12 februari 1763, beter bekend onder de naam Marivaux, was een Franse schrijver, toneelschrijver en journalist.

## Levensloop
Marivaux is telg uit een Normandische familie. Op tienjarige leeftijd verhuist hij met zijn ouders naar Riom, in Auvergne, waar hij op school gaat bij de oratorianen, en later verhuist de familie naar Limoges. In 1710 gaat hij in navolging van zijn vader rechten studeren in Parijs. Daar komt hij in aanraking met de moderne tijdgeest. Hij komt in contact met Bernard de Fontenelle en bezoekt de salon van Madame de Lambert. Hij verdiept zich in de préciosité en ontwikkelt een kritische geest.
Als later de polemische strijd tussen de modernen en de klassieken uitbreekt, schaart hij zich aan de zijde van de modernen. Hij begint te experimenteren met verschillende genres, zoals de parodie, de burleske en de journalistiek. Hij heeft daarbij een voorkeur voor de parodie, maar in plaats van de klassieken belachelijk te maken, maakt hij originele werken van de teksten die door de tijd ingehaald zijn. Al gauw wordt hij gezien als een voortreffelijk moralist en als opvolger van Jean de La Bruyère. Hij trouwt in 1717 maar raakt bankroet en verliest zijn vrouw in 1723. Daarna moet hij werken om aan de kost te komen. Hij slaagt erin dit in het toneel te doen.
Zijn eerste grote succes is Arlequin poli par l'amour ("Harlekijn door de liefde geslepen", 1720). Hij raakt onder de indruk van de commedia dell'arte en het Italiaanse komediegezelschap dat vast in Parijs speelt en werkt herhaaldelijk met hen samen. Hij begint aan het schrijven van filosofische blijspelen, maar begint ook de zwarte kant van de samenleving te zien en in zijn stukken te verwerken.
Dat laatste is voor hem de aanzet romans te gaan schrijven. Hij begint aan La vie de Marianne in 1731, waar hij de rest van zijn leven aan blijft schrijven, maar die hij, net als Le paysan parvenu, begonnen in 1735, nooit af zal ronden.
In 1742 wordt hij verkozen tot lid van de Académie française. Hij sterft in 1763 aan pleuritis.

## Betekenis voor de literatuur
De belangrijkste verdienste van Marivaux voor de literatuur was de toenadering tussen het Italiaans volkstheater (commedia dell'arte) en het formelere Franse theater. Doordat hij hiermee de toeschouwer aan het lachen wist te brengen, lukte het hem kritiek uit te oefenen op de omgangsvormen in zijn tijd. Bovendien beheerste hij als geen ander de techniek van het dubbelspel in zijn plot, waarmee hij de kijker voor het lapje hield.
Zijn grote rivaal Voltaire omschreef zijn stukken als van een grote psychologische finesse. In zijn eigen tijd werden de complexe verhaallijnen niet echt gewaardeerd, en bovendien stond het Italiaanse theater wat verder af van het grote publiek, dus had hij niet erg veel succes. In de negentiende eeuw daarentegen werden zijn werken herontdekt, en kregen ze alsnog enorm succes. De complexiteit die men een eeuw eerder verwierp, viel toen juist in de smaak bij het publiek. Sindsdien wordt hij als een van de grote klassieke toneelschrijvers beschouwd, naast Corneille en Molière.
De elegante en verfijnde taal (die vrij gekunsteld klinkt) die zijn personages gebruiken om te verleiden, geven in Frankrijk geboorte aan een nieuw woord: de marivaudage. Heeft dit aanvankelijk een negatieve betekenis (mooipraterij om te verleiden), na verloop van tijd wordt de elegante en vooral geestige, opgewekte kant ervan steeds belangrijker en verdwijnt de negatieve bijklank.

## Werk

### Theaterstukken
1. Le Père prudent et équitable, 1712 in Limoges
2. L'Amour et la vérité, 1720
3. Arlequin poli par l'amour,1720;
4. Annibal, 1720,
5. La Surprise de l'amour, 1722;
6. La double inconstance, 1723;
7. Le Prince travesti, 1724;
8. La fausse suivante ou Le Fourbe puni, 1724;
9. Le Dénouement imprévu, 1724;
10. L'Île des esclaves, 1725;
11. L'Héritier de village, 1725;
12. Mahomet second, 1726 onafgerond;
13. L'Île de la raison ou Les petits hommes, 1727;
14. La Seconde Surprise de l'amour, 1727;
15. Le Triomphe de Plutus, 1728;
16. La nouvelle Colonie, 1729;
17. Le Jeu de l'amour et du hasard, 1730; (succesvolste stuk);
18. La Réunion des Amours, 1731;
19. Le Triomphe de l'amour, 1732;
20. Les Serments indiscrets, 1732;
21. L'École des mères, 1732;
22. L'heureux stratagème, 1733;
23. La Méprise, 1734;
24. Le Petit-Maître corrigé, 1734;
25. Le Chemin de la fortune, 1734;
26. La Mère confidente, 1735;
27. Le Legs, 1736;
28. Les fausses confidences, 1737;
29. La Joie imprévue, 1738;
30. Les Sincères, 1739;
31. L'Épreuve, 1740;
32. La Commère, 1741;
33. La Dispute, 1744;
34. Le Préjugé vaincu, 1746;
35. La Colonie, 1750;
36. La Femme fidèle, 1755;
37. Félicie, 1757;
38. Les acteurs de bonne foi, 1757;
39. La Provinciale, 1761.

### Journalistiek werk en essays
1. Lettres sur les habitants de Paris, 1717-1718;
2. Lettres contenant une aventure;
3. Pensees sur differents sujets;
4. Le Spectateur français, 1721-1724;
5. L'Indigent philosophe, 1726;
6. Le Cabinet du philosophe, 1734.

### Romans en verhalen
1. Les aventures de *** ou Les effets surprenants de la sympathie, 1712 - 1714;
2. Pharsamon ou Les folies romanesques, 1713, in 1737 gedrukt;
3. La voiture embourbée, 1714;
4. Le Bilboquet, 1714;
5. Le Télémaque travesti, 1714;
6. L'Homère travesti ou L'Iliade en vers burlesques, 1716-1717;
7. La Vie de Marianne, al in 1726 begonnen maar niet voltooid; 11 afleveringen gedrukt tussen 1731 en 1745;
8. Le Paysan parvenu, 1734/35 nooit voltooid.

- Bibsys: 90065660
- Biblioteca Nacional de España: XX1017147
- Bibliothèque nationale de France: cb119146220 (data)
- Catàleg d'autoritats de noms i títols de Catalunya: 981058521712606706
- CiNii: DA00459205
- Digitale Bibliotheek voor de Nederlandse Letteren: mari017
- Gemeinsame Normdatei: 118577972
- International Standard Name Identifier: 0000 0001 2145 8289
- KulturNav: 235aa6e7-e7af-4b53-9020-340904ee4be4
- Library of Congress Control Number: n79004185
- Nationale Bibliotheek van Letland: 000042451
- Bibliotheek van het Japanse parlement: 00448855
- Nationale Bibliotheek van Tsjechië: jo2002111950
- Nationale bibliotheek van Australië: 36557749
- Nationale Bibliotheek van Israël: 987007264904105171
- Nationale Bibliotheek van Polen: a0000001182285
- Nationale en Universitaire bibliotheek Zagreb: 000276390
- Nederlandse Thesaurus van Auteursnamen: 068453701
- Réseau des bibliothèques de Suisse occidentale: 02-A003562654
- Istituto Centrale per il Catalogo Unico: CFIV011712
- LIBRIS: 169260
- SNAC: w66w9gwh
- Système universitaire de documentation: 027010589
- Trove: 1291295
- Union List of Artist Names: 500342141
- Virtual International Authority File: 102099473

1. ↑  "Мариво Пьер Карле де Шамблен де"; Grote Sovjetencyclopedie (1969–1978); geraadpleegd op: 28 september 2015.
2. ↑  Archivio Storico Ricordi; geraadpleegd op: 3 december 2020; Archivio Storico Ricordi-identificatiecode voor persoon: 10655.